# Skandia-Theater

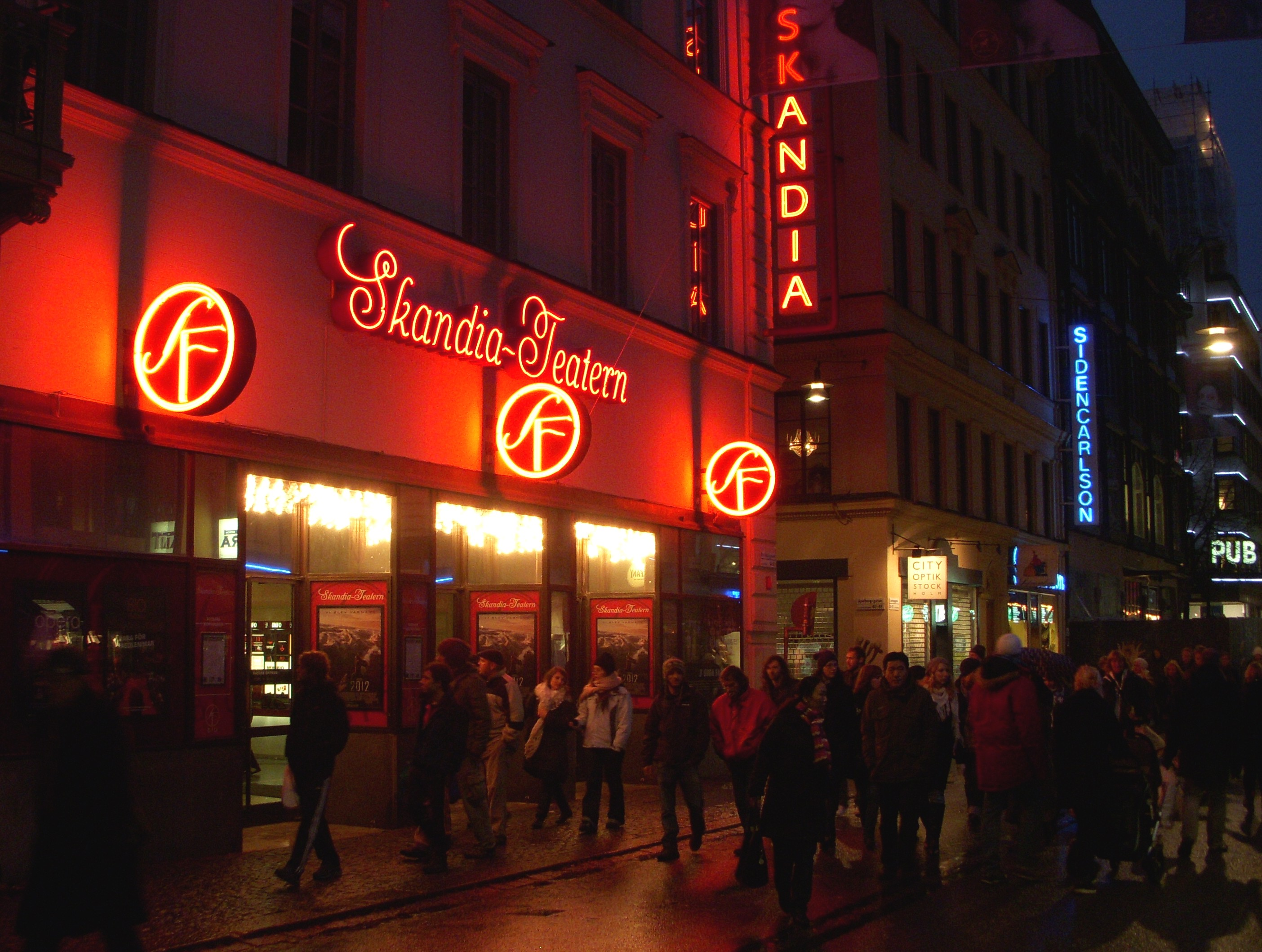
Skandia-Teatern, November 2009

Das Skandia-Theater (schwedisch Skandia-Teatern oder Skandia) ist ein klassisches Lichtspielhaus in Stockholm mit der Adresse Drottninggatan 82. Das vom Architekten Gunnar Asplund entworfene Skandia-Theater wurde 1923 eröffnet und steht seit 2000 unter Denkmalschutz.

## Geschichte

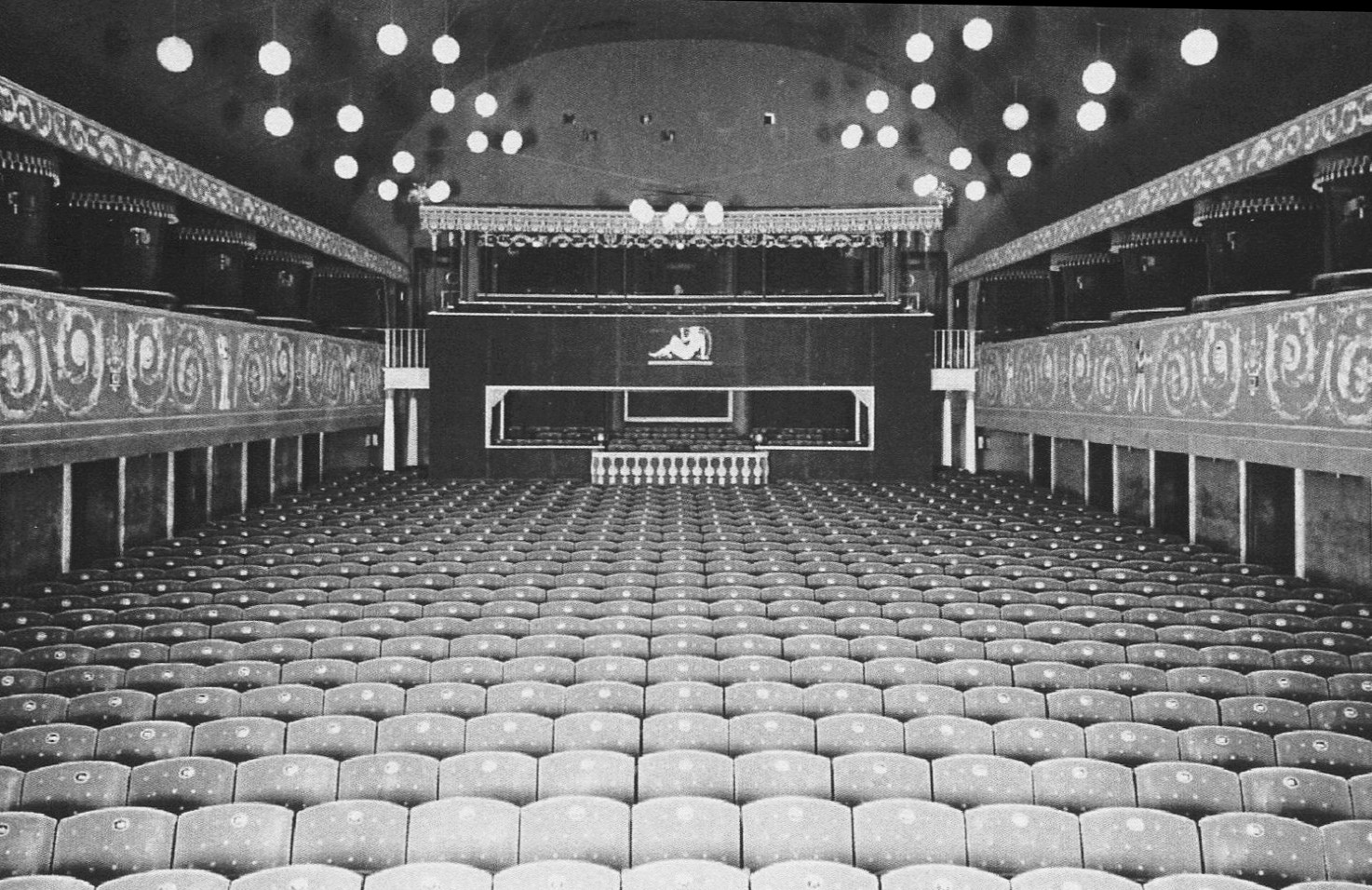
Der Zuschauersaal 1925

Das Skandia-Theater wurde als Uraufführungstheater von der Svensk Filmindustri (SF) geplant. Der Gestaltungsauftrag ging an den renommierten Architekten Gunnar Asplund, der gleichzeitig mit der Stockholms stadsbibliotek beschäftigt war. Ihm halfen zahlreiche Künstler, unter ihnen auch Einar Forseth, einen außerordentlichen Filmpalast im Stil des Swedish grace zu schaffen. Was Asplund und seinen Mitarbeitern gelang, wurde von führenden Kunstkritikern als Meisterwerk beschrieben.
Der Kinosaal hatte eine gewölbte Decke, die dunkelblau gestrichen war, das sollte an einen Nachthimmel erinnern. Von der Decke hingen runde Lampen (später entfernt), die den freien Raum unterstrichen. Die Türen zu den seitlichen Rängen waren wie Hausfassaden gestaltet. Das übrige Interieur wurde in roten Farbnuancen gehalten. Die gesamte Komposition sollte an eine Freilichtbühne erinnern. Am 20. September 1923 fand die feierliche Einweihung statt.
Anfangs hatte Skandia 852 Sitzplätze (2009 sind es 570). 1926 wurde das Filmtheater mit einer Kinoorgel der Firma Wurlitzer ausgerüstet. Nun war es möglich auch Geräuscheffekte passend zur Handlung des Stummfilms zu erzeugen. An der Orgel saß ein Organist in weißem Smoking und das Ganze konnte langsam aus dem Boden emporgehoben werden. Anfang der 1930er Jahre wurde eine Tonfilmanlage installiert.

## Umbauten

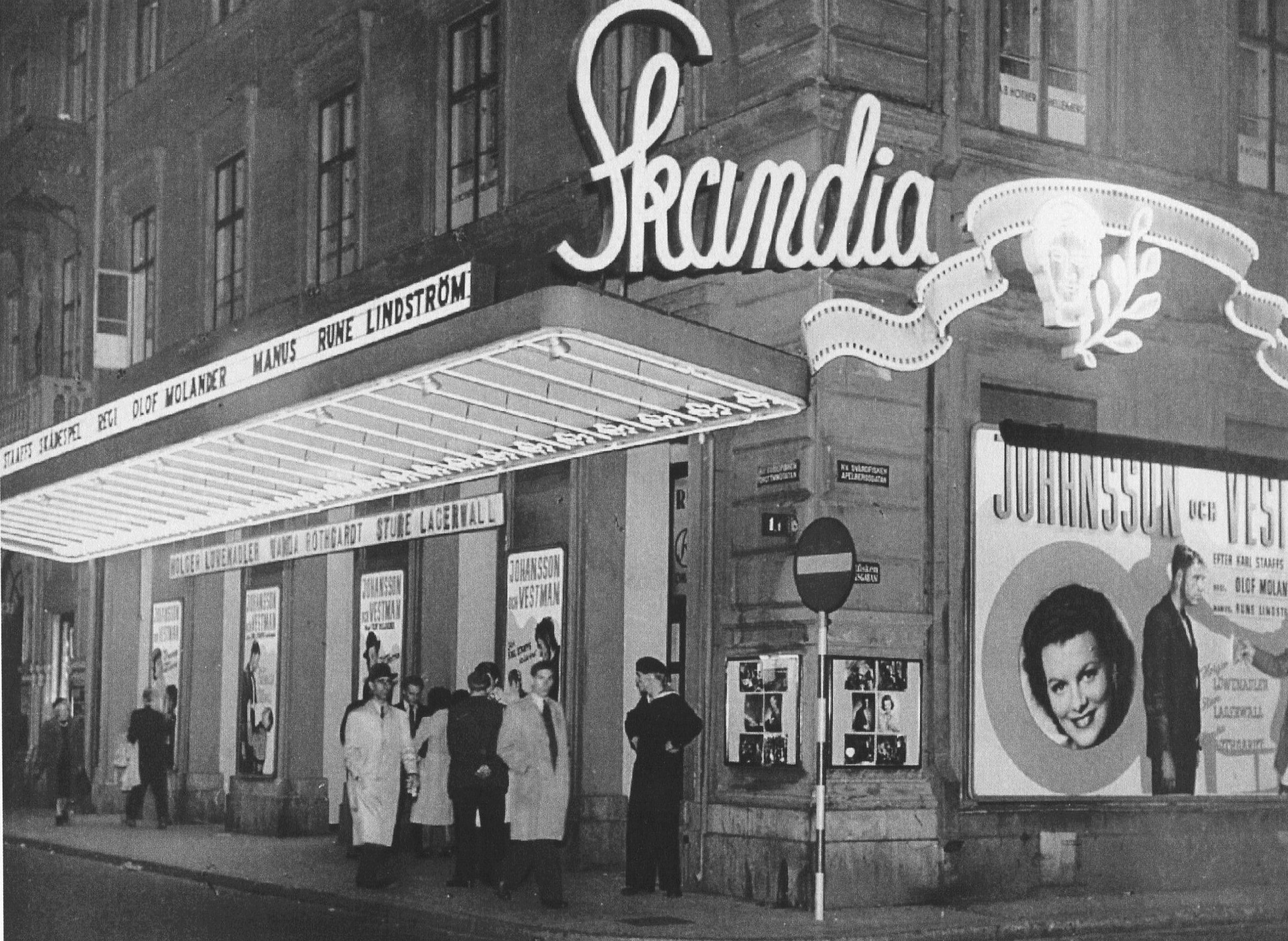
Skandia 1942

Der erste größere Umbau des Skandia-Theaters fand 1943 statt. An der Hausfassade wurde ein für damalige Kinos typisches nach oben gerichtetes Vordach angebracht, reich verziert mit vielen Neonröhren. Im Inneren geschahen große Veränderungen, unter anderem wurde die einstmals dunkelblaue Decke weiß gestrichen, was bei Fachleuten Kopfschütteln hervorbrachte (wegen der Lichtreflexe) und hart von der Presse kritisiert wurde.
1968 wurde Skandia auf 70-mm-Film umgerüstet und der Name des Kinos in Look geändert, wieder wurden Decke und Wände des Zuschauersaales umgestrichen und ein Teil der ursprünglichen Einrichtung herausgerissen. Nun hatte das Kino kaum noch etwas mit dem ehemaligen Meisterwerk Gunnar Asplunds zu tun, es war verschlissen und es wurde immer schwerer, Filmgesellschaften dafür zu interessieren, Qualitätsfilme zu zeigen.

## Skandia heute
Gegen Ende der 1980er Jahre begann der Eigner (SF), den ursprünglichen Zustand des Filmtheaters allmählich wiederherzustellen. 1991 bekam das Kino seinen ehemaligen Namen Skandia-Teatern zurück und im Mai 2000 wurde Skandia unter Denkmalschutz gestellt. Nach einer längeren Renovierung, die nahezu den Originalzustand zurückbrachte, öffnete Skandia am 19. Dezember 2001 wieder, hauptsächlich als Wochenend-Kino und als Gala-Kino bei den Stockholmer Filmfestspielen.

### Bildergalerie

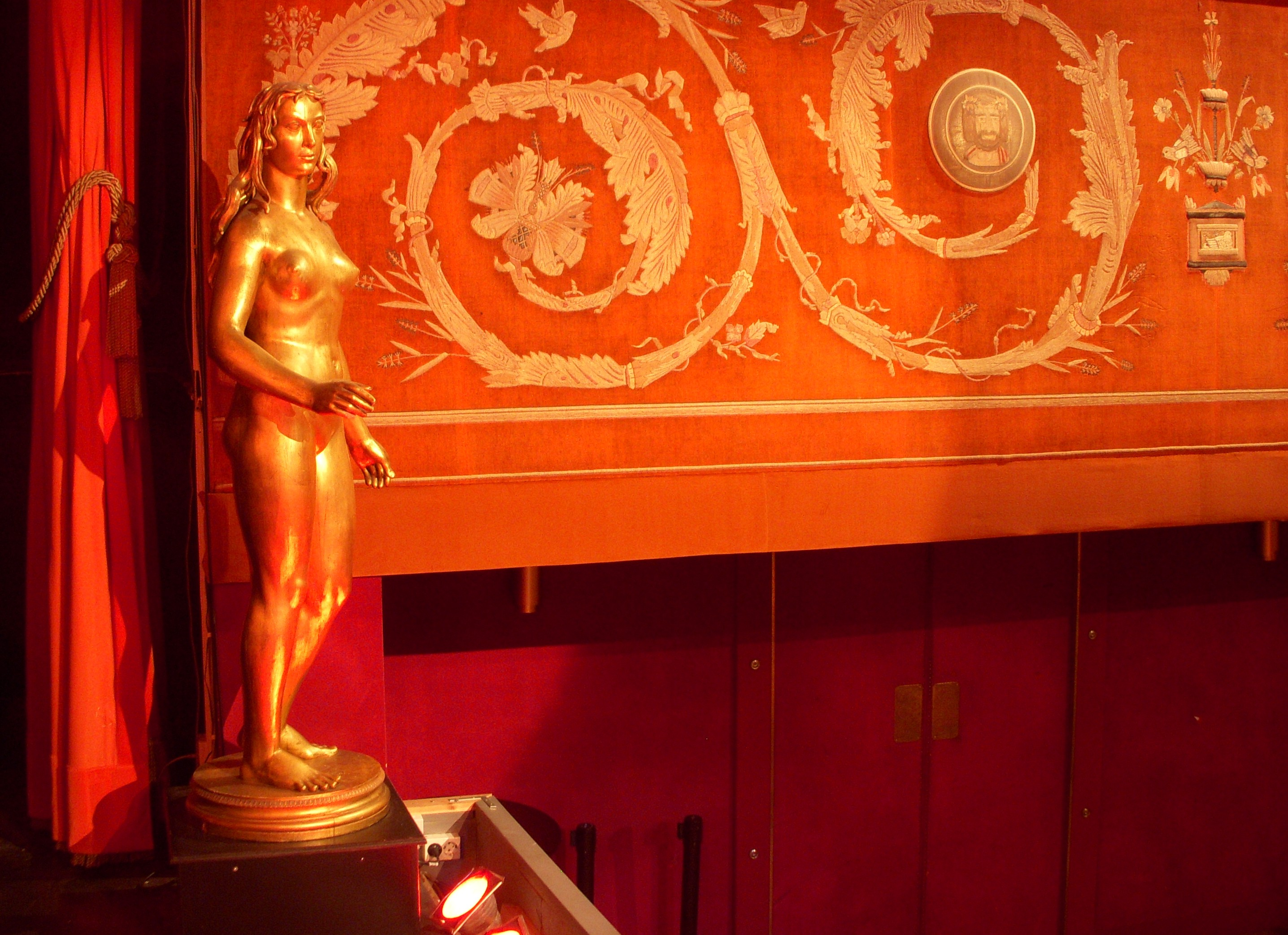
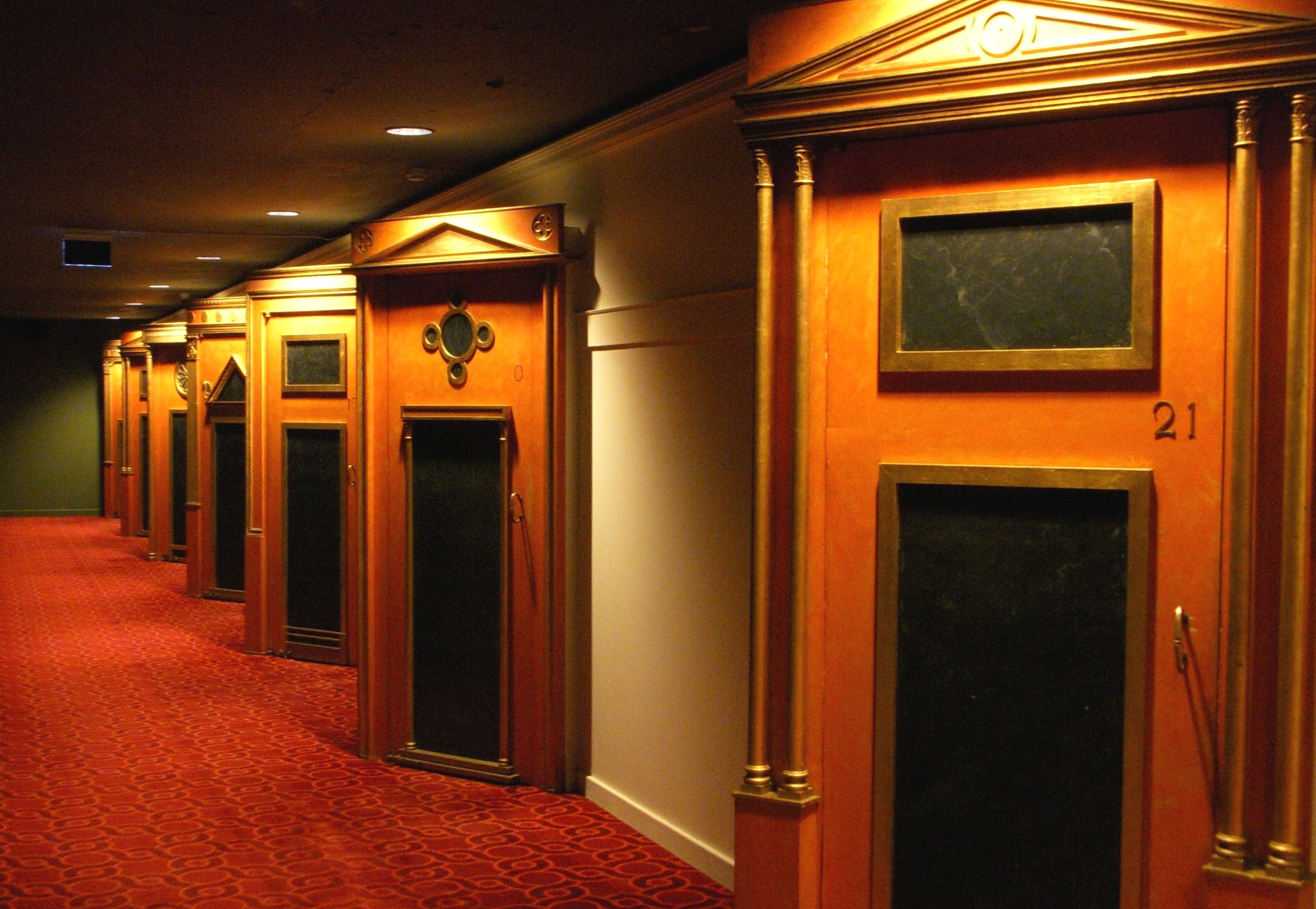
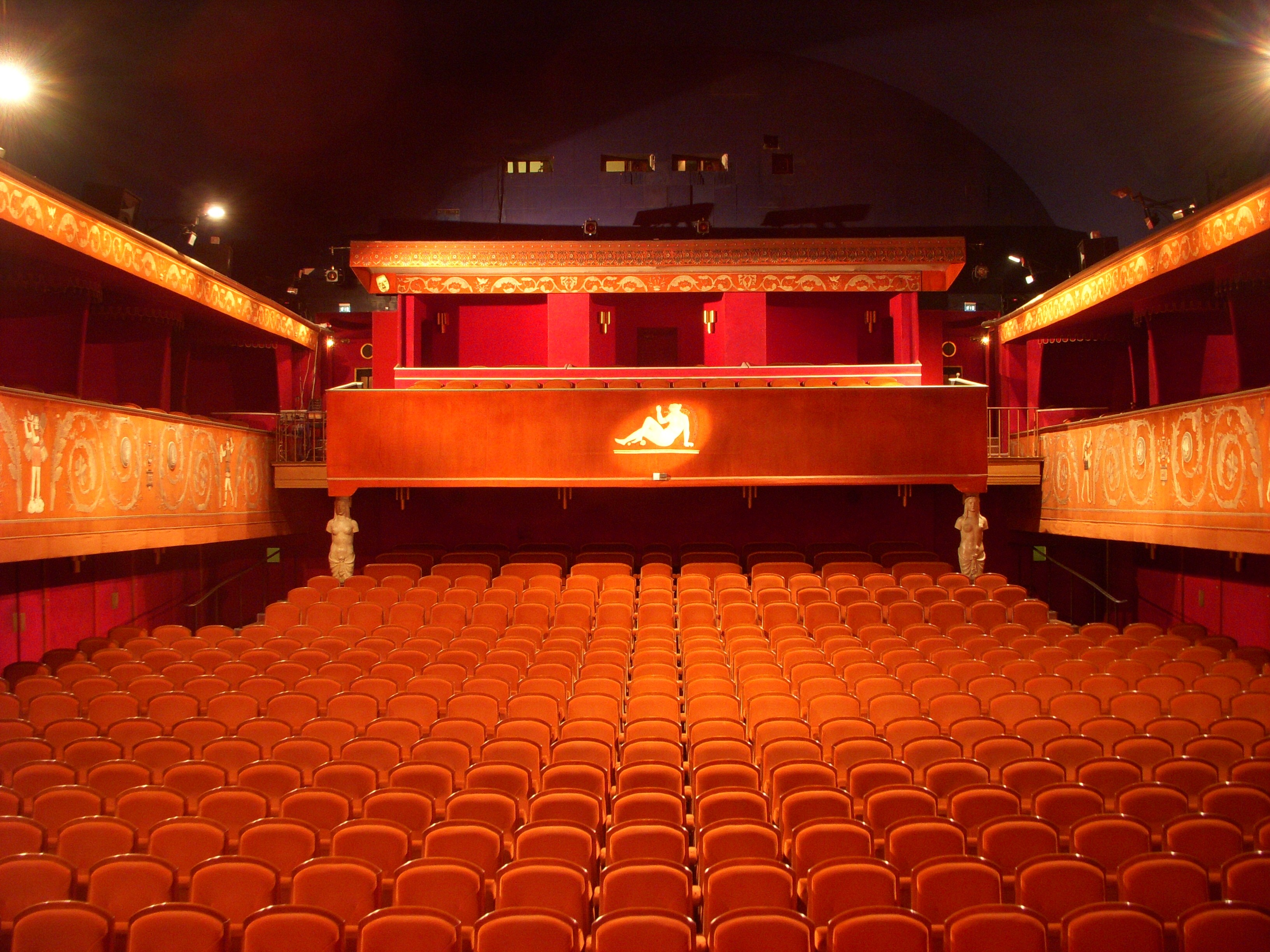
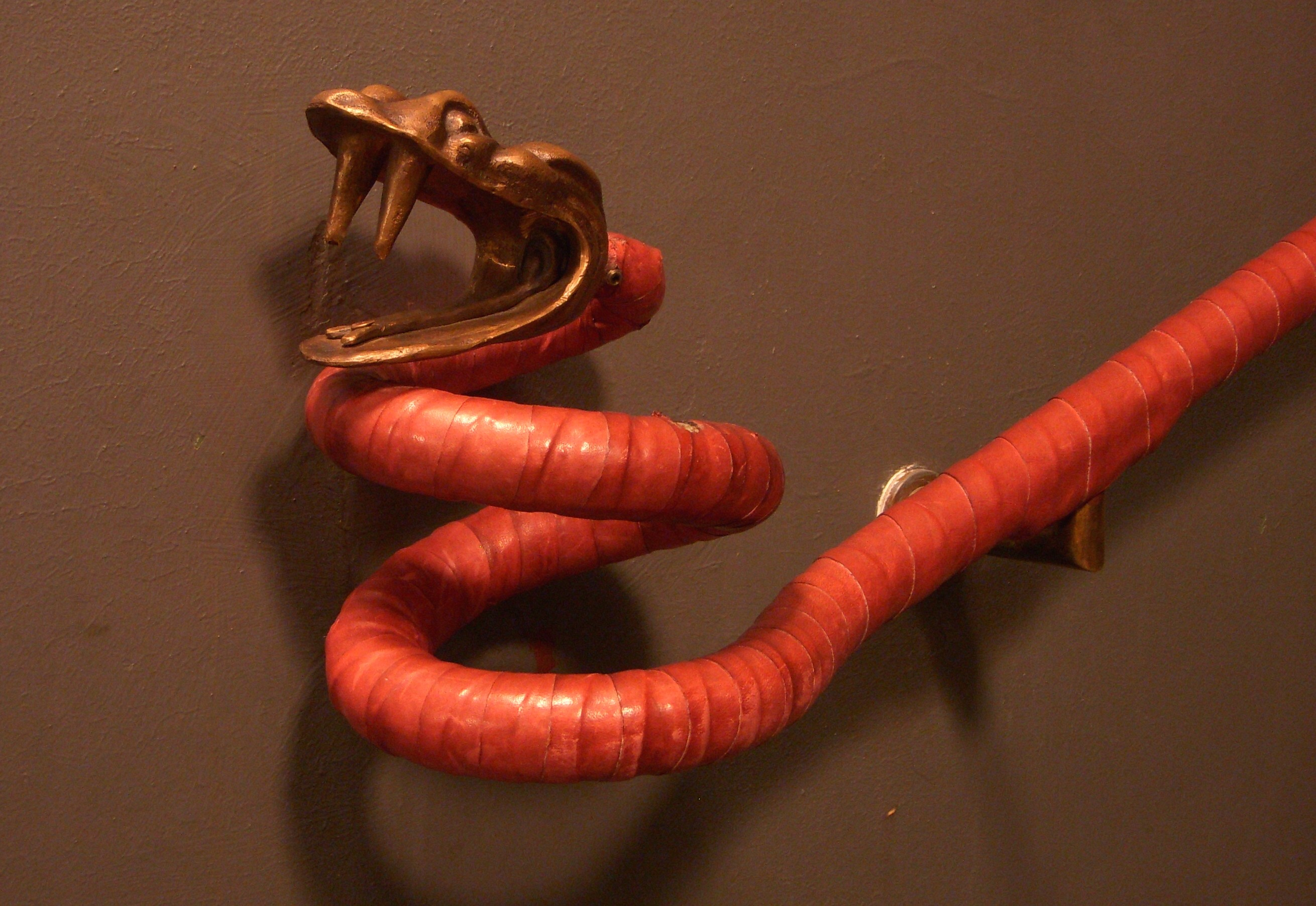